# WCSP-FM
WCSP-FM（90.1 FM），是C-SPAN的附属调频广播电台，位于华盛顿特区。该电台全天24小时播出，以播出政府及公共事务议题为主，部分时段节目与C-SPAN电视同步播出。其节目在华盛顿国会山附近制作，发射地位于华盛顿北部地区。
除模拟广播外，该电台还可在高清无线电（HD Radio）上以数字形式播出。另外该台还通过天狼星XM的455频道进行传输，覆盖北美地区。世界各地的听众也可以通过互联网在线听到该电台。